# Коногоровка
Коногоровка — село в Бугульминском районе Татарстана. Входит в состав Вязовского сельского поселения.

## География
Находится в юго-восточной части Татарстана на расстоянии приблизительно 9 км на запад-юго-запад по прямой от районного центра города Бугульма у речки Степной Зай.

## История
Основано в середине XIX века, упоминалось также как Николаевка.

## Население
Постоянных жителей было: в 1889—198, в 1908—288, в 1920—281, в 1926—306, в 1938—291, в 1958—220, в 1970—186, в 1979—134, в 1989 — 50, в 2002 году 31 (русские 97 %), в 2010 году 49.